# Trimma hoesei
Trimma hoesei es una especie de peces de la familia de los Gobiidae en el orden de los Perciformes.

## Morfología
Los machos pueden llegar a alcanzar los 2,4 cm de longitud total.

## Hábitat
Es un pez de Mar y de clima tropical y asociado a los  arrecifes de coral.

## Distribución geográfica
Se encuentra en Papúa Nueva Guinea y Chagos.

## Observaciones
Es inofensivo para los humanos.